# Masacre de Haditha

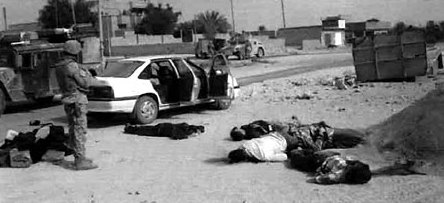

La masacre de Haditha fue una matanza de civiles llevada a cabo por los marines de Estados Unidos el 19 de noviembre de 2005 en la población de Haditha en Irak. Según informes de prensa, de 24 personas muertas, al menos 15 de ellos eran civiles no combatientes incluyendo mujeres y niños. Los civiles fueron asesinados de manera sistemática, no como resultado de bombas como fue inicialmente reportado, por 12 marines del 3.er batallón, 1.er regimiento, 1.ª división de marina.
Fotografías tomadas por los soldados mismos y un vídeo filmado por una estudiante iraqí de periodismo inmediatamente después de la masacre, proporcionan evidencia de que los asesinatos fueron metódicos, sin evidencia de resistencia. Según algunos reportajes, estos fueron realizados a manera de ejecución.
El asesinato de civiles y de gente desarmada está prohibido por las leyes de guerra modernas derivadas de la Carta de las Naciones Unidas, las convenciones de La Haya y las convenciones de Ginebra; y constituyen un crimen de guerra.
Los Estados Unidos, sin embargo, nunca ratificaron el tratado que los vincularía a la Corte Penal Internacional, por lo que no se espera que los marines sean juzgados por este tribunal. Los soldados estadounidenses probablemente enfrentaran la Corte Marcial bajo el Código Uniforme de Justicia Militar, una ley militar de los Estados Unidos.
El 17 de mayo, el senador John Murtha declaró a la prensa que se llevaba a cabo una investigación interna y que la historia de la matanza era cierta.
El 29 de mayo de 2006, el periódico The Times publicó información sobre sus investigaciones y entrevistas con testigos presenciales. Allí se anota que la investigación oficial falla en la destitución del teniente coronel Jeffrey Chessani, comandante del batallón, y los capitanes Luke McConnell y James Kimber, comandantes de compañía del batallón 3.º del 1.º Regimiento de la 1.ª División de Marina.